# Дза (тибетская буква)

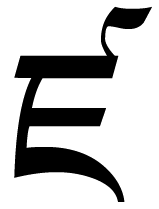

Дза пхакпа

Дза (Вайли Dza) — 19-я буква тибетского алфавита. В слове может быть только слогообразующей буквой. Числовое соответствие: дза - 19, дзагигудзи - 49 и т.д. Графически это буква джа с присоединённым диакритическим знаком ца-тхру.
Таблица расположения инициалей, образованных буквой дза, в словаре:
| Инициаль | Дакчха        | Пример        | Комментарий                         |
|          | Дза           |               |                                     |
|          | Маодзадза     | Дзугу - палец |                                     |
|          | Аодзадза      | Дзаво - друг  |                                     |
|          | Радзатадза    | Дза - глина   |                                     |
|          | Баорадзатадза |               | В основном глаголы буд. и прош. вр. |